# Dirk Bogarde

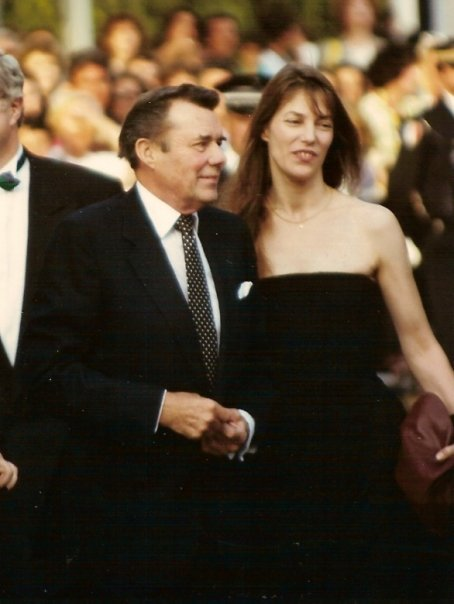
Dirk Bogarde mit Jane Birkin beim Cannes Film Festival (1990)

Sir Dirk Bogarde (* 28. März 1921 als Derek Jules Gaspard Ulric Niven van den Bogaerde in Hampstead; † 8. Mai 1999 in London) war ein britischer Schauspieler und Schriftsteller. Er hatte von den 1950er bis Ende der 1970er Jahre zahlreiche Kinoerfolge wie beispielsweise Tod in Venedig (1971).

## Leben
Bogarde wurde 1921 im Londoner Stadtteil Hampstead als Sohn des Fotojournalisten flämischer Abstammung Ulric Van den Bogaerde, der als erster Art Editor der britischen Zeitung The Times deren Art Departement aufbaute, und der schottischen Schauspielerin Margaret Niven geboren. Er begann seine Laufbahn am Theater als Bühnenbildner in London. Nebenbei studierte er Schauspiel. Seine Karriere als Schauspieler begann 1939.
Während des Zweiten Weltkrieges diente er als Nachrichtendienstoffizier im Fernen Osten und in Europa. Als das einschneidendste Erlebnis seiner Militärzeit nannte er später die Befreiung des Konzentrationslagers Bergen-Belsen. Die Erinnerung an das Inferno des Konzentrationslagers habe ihn für den Rest seines Lebens geprägt. Er wurde für seinen Kriegseinsatz mit sieben Medaillen ausgezeichnet.
Wieder in England, begann er 1945 eine Filmkarriere und spielte während der 1950er Jahre zahlreiche sehr unterschiedliche Rollen. Populär wurde er durch seine Rolle des Arztes Simon Sparrow (in der deutschen Version Dr. Herbert Sperling) in einer Reihe von britischen Kinofilmen ab 1953. Bogarde wurde in dieser Zeit in der britischen Öffentlichkeit vornehmlich als Frauenschwarm (Heartthrob) gesehen, suchte allerdings schon bald nach schauspielerisch herausfordernden und mitunter kontroversen Rollen.
Mit der Darstellung eines schwulen Anwalts in dem Kriminalfilm Der Teufelskreis (Victim, 1961) gelang ihm endgültig der Durchbruch ins Charakterfach. Der Thriller handelt von einem homosexuellen Juristen, der sich gegen eine Erpresserbande zur Wehr setzt, die seinen Freund in den Suizid getrieben hat. Es war der erste britische Film, der sich mit dem Thema Homosexualität auf eine mitfühlende Weise auseinandersetzte. Der Film führte kurzfristig zu einem Skandal, förderte aber längerfristig den Umschwung der öffentlichen Meinung zugunsten einer Entkriminalisierung von homosexuellen Handlungen in Großbritannien.
Während er in Hollywood nie Fuß fassen konnte, avancierte Bogarde zu einem angesehenen Schauspieler in Europa, der mit den wichtigsten Filmemachern der 1960er und 1970er Jahre zusammenarbeitete. Seine vielschichtigen Darstellungen neurotischer und zwiespältiger Figuren begeisterten sowohl Publikum als auch Kritiker. Gelobt wird seine Darstellung des nur scheinbar servilen Dieners Hugo Barrett in Joseph Loseys Pinter-Verfilmung Der Diener (The Servant, 1963). Beeindruckend ist Bogardes Darstellung eines Taugenichts im Drama Jede Nacht um neun (Our Mother’s House, 1967), der den verwaisten Kindern vorgaukelt, er sei ihr heimgekehrter Vater. 
Als einer seiner wichtigsten Darstellungen gilt die des Gustav von Aschenbach in Tod in Venedig (1971) nach der gleichnamigen Novelle von Thomas Mann unter der Regie von Luchino Visconti. Bereits zwei Jahre zuvor hatte er mit Visconti Die Verdammten gedreht, in dem er einen machthungrigen Opportunisten während des Dritten Reiches verkörperte. Eine weitere Rolle vor dem Hintergrund des Nationalsozialismus hatte er an der Seite von Charlotte Rampling in Liliana Cavanis Erotikdrama Der Nachtportier (1974), in dem er als ehemaliger SS-Offizier eine sadomasochistische Beziehung mit einer einstigen Konzentrationslager-Insassin beginnt. Der Film gilt als berühmtes Beispiel der Naziploitation und war umstritten. Weitere Erfolge waren John Schlesingers Liebesfilm Darling (1965), Joseph Loseys Accident – Zwischenfall in Oxford (1967) und der aufwendige Kriegsfilm Die Brücke von Arnheim (1977).
Sein letzter Film war Daddy Nostalgie unter Regie von Bertrand Tavernier aus dem Jahr 1990. Bogardes deutscher Stammsprecher war Herbert Stass, der zuweilen von Gert Günther Hoffmann und Holger Hagen vertreten wurde.

### Privates
Im Widerspruch zu seiner bewussten Wahl von homosexuell konnotierten Charakterrollen (Der Teufelskreis, Tod in Venedig) schützte Bogarde sein Privatleben „wie eine Bulldogge“. Anfang der 1970er Jahre zog sich Bogarde mit seinem Manager und langjährigen Lebensgefährten Anthony Forwood für fast 20 Jahre in sein provenzalisches Landhaus nach Südfrankreich zurück. Er nahm seltener Filmangebote an und begann, Bücher zu schreiben. Gleichsam in einer zweiten Karriere erschienen zwischen 1977 und dem Jahr seines Todes 15 Bücher von Bogarde, darunter vier autobiografische Werke, zwei Romane und eine Sammlung journalistischer Arbeiten.
Ende der 1980er Jahre zog Bogarde nach London, nachdem Forwood 1988 den Folgen eines Krebsleidens erlegen war. Er widmete sich hauptsächlich seinem Privatleben, engagierte sich aber auch in öffentlichen Fragen wie etwa der Sterbehilfe. 1992 wurde er von der britischen Königin geadelt und durfte sich fortan Sir nennen. Nach einem Schlaganfall im September 1996 war er auf einen Rollstuhl angewiesen; er starb 1999 im Alter von 78 Jahren an den Folgen eines Herzinfarkts.
Dirk Bogarde war der Großonkel der 1996 geborenen britischen Popsängerin Birdy.

## Filmografie
- 1948: Quartett (Quartet)
- 1949: Wettfahrt mit dem Tod (Once a Jolly Swagman) – Regie: Jack Lee, R.Q. McNaughton
- 1950: Paris um Mitternacht (So Long at the Fair) – Regie: Terence Fisher, Anthony Darnborough
- 1950: Die blaue Lampe (The Blue Lamp) – Regie: Basil Dearden
- 1950: Verbrechen ohne Schuld (Blackmailed) – Regie: Marc Allégret
- 1952: Ein Kind war Zeuge (Hunted)
- 1952: Die Schmugglerprinzessin (Penny Princess) – Regie: Val Guest
- 1952: Die Bombe im U-Bahnschacht (The Gentle Gunman)
- 1953: Raiders in the sky (Appointment In London) – Regie: Philip Leacock
- 1954: Aber, Herr Doktor… (Doctor in the House)
- 1954: Der schlafende Tiger (The Sleeping Tiger) – Regie: Joseph Losey
- 1954: Glück auf Raten (For Better, for Worse) – Regie: J. Lee Thompson
- 1954: Dämon der Frauen (Cast a Dark Shadow) – Regie: Lewis Gilbert
- 1955: Doktor Ahoi! (Doctor at Sea)
- 1955: Simba – Regie: Brian Desmond Hurst
- 1956: Der spanische Gärtner (The Spanish Gardener)
- 1957: Hilfe, der Doktor kommt (Doctor at Large) – Regie: Ralph Thomas
- 1957: Gefährliches Erbe (Campbell’s Kingdom) – Regie: Ralph Thomas
- 1958: Zwei Städte (A Tale of Two Cities)
- 1958: … denn der Wind kann nicht lesen (The Wind Cannot Read)
- 1958: Ill Met by Moonlight – Regie: Michael Powell, Emeric Pressburger
- 1958: Arzt am Scheideweg (The Doctor's Dilemma) – Regie: Anthony Asquith
- 1959: Glut (La sposa bella) – Regie: Nunnally Johnson
- 1959: Die Nacht ist mein Feind (Libel)
- 1960: Nur wenige sind auserwählt (Song Without End)
- 1961: Sommer der Verfluchten (The Singer Not the Song)
- 1961: Der Teufelskreis (Victim)
- 1962: Die Rebellion (H.M.S. Defiant)
- 1963: Bretter, die die Welt bedeuten (I Could Go on Singing) – Regie: Ronald Neame
- 1963: Der Diener (The Servant)
- 1963: Doktor in Nöten (Doctor in Distress) – Regie: Ralph Thomas
- 1963: Manche mögen’s geheim (Hot Enough for June) – Regie: Ralph Thomas
- 1964: Freiwild unter heißer Sonne (The High Bright Sun) – Regie: Ralph Thomas
- 1964: King and Country – Für König und Vaterland (King and Country)
- 1965: Darling
- 1965: Modesty Blaise – Die tödliche Lady (Modesty Blaise)
- 1967: Accident – Zwischenfall in Oxford (Accident)
- 1967: Jede Nacht um Neun (Our Mother’s House) – Regie: Jack Clayton
- 1968: Die Verdammten (La caduta degli dei)
- 1968: Der mysteriöse Mr. Sebastian (Sebastian)
- 1968: Ein Mann wie Hiob (The Fixer)
- 1969: Alexandria – Treibhaus der Sünde (Justine)
- 1969: Oh! What a Lovely War
- 1971: Tod in Venedig (La morte a Venezia)
- 1973: Die Schlange (Le serpent)
- 1974: Der Nachtportier (Il portiere di notte)
- 1975: Vollmacht zum Mord (Permission to Kill)
- 1977: Providence (Providence)
- 1977: Die Brücke von Arnheim (A Bridge Too Far)
- 1978: Despair – Eine Reise ins Licht
- 1981: Triumph der Liebe (The Patricia Neal Story) – (TV-Film)
- 1986: Leihen Sie uns Ihren Mann? (May we Borrow Your Husband?) (& Drehbuch) – Regie: Bob Mahoney
- 1990: Daddy Nostalgie – Regie: Bertrand Tavernier

Literarische Vorlage
- 1992: Stimmen im Garten (Voices in the Garden) – Regie: Pierre Boutron